# Кун, Ханс
Ханс Кун (нем. Hans Kuhn) (5 декабря 1919 года — 25 ноября 2012) — швейцарский физикохимик, почётный профессор (в отставке) физической химии, бывший директор по науке Института биофизической химии Общества Макса Планка Гёттингена. Внёс значительный вклад в науку о полимерах.

## Биография
Ханс Кун родился в Берне в 1919 году. Окончил Высшую техническую школу (ETH) в Цюрихе, диссертационную работу выполнял в университете Базеля под руководством однофамильца Вернера Куна, защитил в 1946. В 1946-47 годах работал постдоком в группе Лайнуса Полинга в Калтехе (Пасадена), а в 1950 — в группе Нильса Бора в Копенгагене. В 1951 году стал профессором Базельского университета. В 1953 году занял должности профессора и директора Института физической химии в Марбургском университете. С 1970 до выхода на пенсию (1985) работал директором отделения молекулярных систем в Институте биофизической химии им. М. Планка (Институте К. Ф. Бонхёффера).
Среди учеников Куна были выдающиеся учёные: Ф. П. Шефер, П. Фромхерц, Х.-Д. Фёрстерлинг, В. Фогель, Д. Мёбиус. Нобелевский лауреат Э. Неэр работал в отделении молекулярных систем под руководством Куна.

## Работы Х. Куна
- H. Kuhn, The Electron Gas Theory of the Color of Natural and Artificial Dyes, Progress in the Chemistry of Organic Natural Products, 16, 169 (1958)
- там же, 17, 404 (1959)
- H.-D. Försterling, H. Kuhn, Praxis der Physikalischen Chemie. Grundlagen, Methoden, Experimente, Wiley-VCH, Weinheim (1991). ISBN 3-527-28293-9
- H. Kuhn, D. Möbius, Monolayer assemblies. In Investigations of Surfaces and Interfaces, Physical Methods of Chemistry Series B, ch. 6, Vol. 9B, Wiley, New York (1993)
- H. Kuhn, H.-D. Försterling, D. H. Waldeck, Principles of Physical Chemistry, Wiley, Hoboken (2009). ISBN 978-0-470-08964-4

## Награды
- Премия Вернера Швейцарского химического общества (SCG), 1949
- член-корреспондент Естественнонаучного общества, Базель, 1967
- член Германской академии естествоиспытателей «Леопольдина», 1968
- медаль Либиха Общества германских химиков (GDCh), 1972
- Литературная премия Фонда химической промышленности (с Х.-Д. Фёрстерлингом) за Эксперименты в физической химии, 1972
- Почётный доктор Мюнхенского университета, 1972
- Премия Адольфа Гримме Института Адольфа Гримме, 1976
- Премия Э. Х. Фитса Мюнстерского университета, 1978
- член-корреспондент Зенкенберговского общества естествознания, Франкфурт-на-Майне, 1978
- Медаль П. Каррера Цюрихского университета, 1979
- член Академии наук и литературы (AdW) Mainz), 1979
- медаль Гаусса Брауншвейгского научного общества, 1980
- член-корреспондент Брауншвейгского научного общества, 1983
- почётный доктор Марбургского университета, 1989
- премия «Наука для искусства» компании Moët Hennessy Louis Vuitton S.A., 1990
- почётный член Германского общества биофизики (DGfB), 1991
- почётный доктор Квебекского университета, 1992
- медаль Бунзена Германского Бунзеновского общества физической химии, 1994
- почётный член Швейцарского химического общества (SCG), 1997.